# Chick Halbert
Charles P. „Chick” Halbert (ur. 27 lutego 1919 w Albany, zm. 4 marca 2013 w Coupeville) – amerykański koszykarz, występujący na pozycji środkowego, wybrany do drugiego składu najlepszych zawodników BAA.

## Osiągnięcia
NCAA
- Wybrany do III składu Converse All-American (1942)[2]

BAA/NBA
- 2–krotny finalista BAA (1947, 1948)[3]
- Wybrany do II składu BAA (1947)[1]